# Hammar (Kristianstad)
Hammar is een dorp in de gemeente Kristianstad in de provincie Skåne in Zweden. Het dorp heeft een inwoneraantal van 2.057 en een oppervlakte van 141 hectare (2010).